# Falaise de Tambaoura

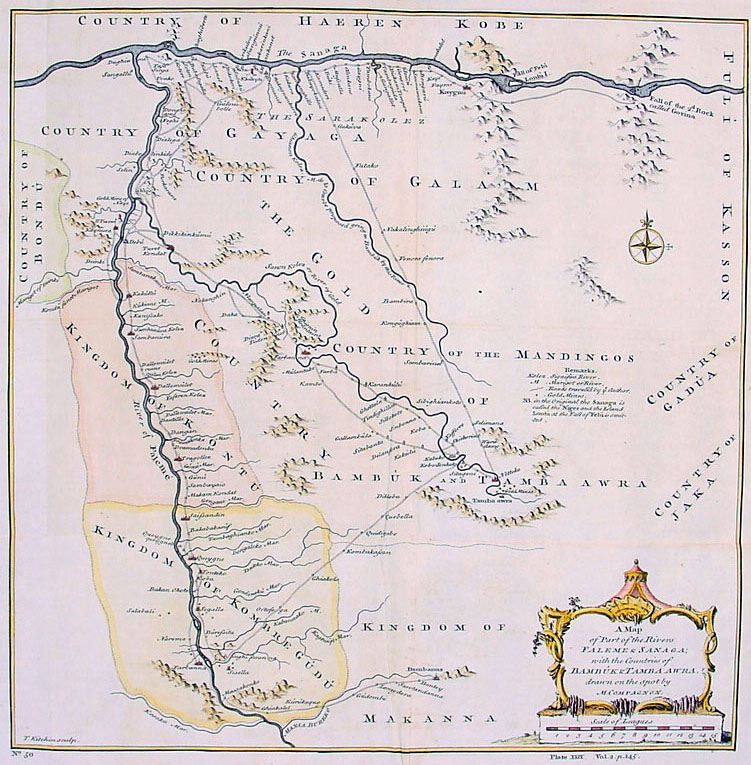
Le Tamba Awra sur une carte du XVIIIe siècle

La falaise de Tambaoura  (ou Tambura, Tambaura, Tamba Awra, Tambawoura) est un escarpement gréseux situé au Mali dans la région de Kayes, à 240 km de Kéniéba. Dominant le cours de la Falémé, un affluent de rive gauche du fleuve Sénégal, la falaise constitue le rebord occidental du plateau mandingue. 

## Histoire
Le Tambaoura se trouve dans la région aurifère du Bambouk, convoitée au cours de l'histoire, notamment coloniale. Par un traité du 8 novembre 1883, signé à Dialafara par le docteur Colin et le chef du Tambaoura, la France se réserve ainsi le droit d'exploiter l'or dans le Tambaoura – droit qui ne pourra être accordé « à aucune autre puissance européenne ». 

## Faune
La présence de chimpanzés y a été observée occasionnellement selon des travaux de 1983.